# Asiceratinops
Asiceratinops és un gènere d'aranyes araneomorfes de la subfamília Erigoninae, dins de la família Linyphiidae.
Fou descrit per primera vegada per Kiril Ieskov l'any 1992.
Es un gènere endèmic de Sibèria (Rússia).

## Llista d'espècies
Segons The World Spider Catalog 12.0:
- Asiceratinops amurensis (Ieskov, 1992)
- Asiceratinops kolymensis (Ieskov, 1992)